# George LeBlanc
Pour les articles homonymes, voir Leblanc.
 (décembre 2013).
Si vous disposez d'ouvrages ou d'articles de référence ou si vous connaissez des sites web de qualité traitant du thème abordé ici, merci de compléter l'article en donnant les références utiles à sa vérifiabilité et en les liant à la section « Notes et références ».
George H. LeBlanc est un homme politique néo-brunswickois. Élu maire de Moncton lors de l'élection municipale du 12 mai 2008, il est assermenté le 26 mai 2008. Il succède à Lorne Mitton et il est réélu le 14 mai 2012 face à l'ancien candidat néo-démocrate Carl Bainbridge.